# Onthophagus pauliani
Onthophagus pauliani är en skalbaggsart som beskrevs av Vladimir Balthasar 1937. Onthophagus pauliani ingår i släktet Onthophagus och familjen bladhorningar. Inga underarter finns listade i Catalogue of Life.